# Nord de l'Amapá
La mésorégion du Nord de l'Amapá est une des deux mésorégions de l'État de l'Amapá. Elle est formée de deux microrégions. Au XVIIIe siècle, la France revendiqua la région. Elle fait frontière avec la Guyane française.

## Microrégions[1]
- Amapá
- Oiapoque

## Mésorégion limitrophe
- Sud de l'Amapá